# 앨리스 궈

앨리스 궈

앨리스 궈(Alice Guo, 본명: Alice Leal Guo, 궈화핑, 중국어: 郭華萍; 병음: Guō Huápíng)는 필리핀의 사업가이자 전직 정치인으로 2022년 6월 30일부터 2024년 8월 13일까지 타를라크주 밤반 시장을 역임했다.
앨리스 궈는 중국 간첩 혐의로 기소됐고 불법 도박 및 기타 범죄 행위에 연루된 혐의로 조사를 받았다. 2024년 6월, 내무부 및 지방 정부(DILG)가 그녀의 지자체에서 POGO(필리핀 해양 게임 운영자) 활동과 관련이 있다는 혐의로 앨리스 궈를 부정 행위 혐의로 기소한 후 옴부즈맨에 의해 시장 직을 최대 6개월 동안 정직당했다. 2024년 8월 13일 옴부즈맨에 의해 해고되었다. 상원 위원회 조사에서 앨리스 궈는 2023년과 2024년 밤반 습격 이후 POGO의 불법 활동과 연관되어 있다고 리사 혼티베로스와 윈 개찰리안 상원의원에 의해 주장되었다. 궈의 필리핀 시민권에도 의문이 제기되었으며 현재 그녀의 문서와 증언 불일치로 인해 조사가 진행 중이다.
2024년 7월, 앨리스 궈의 자산이 동결되고 체포 명령이 내려졌다. 2024년 8월, 앨리스 궈는 이미 7월 17일 말레이시아로 필리핀을 탈출한 후 싱가포르를 거쳐 마침내 인도네시아로 갔다가 2024년 9월 3일 체포되어 9월 5일 필리핀으로 다시 추방된 것으로 알려졌다. 현재 앨리스 궈는 필리핀 경찰에 의해 구금된 상태다.